# Río Tinto (sông)
Río Tinto (phát âm tiếng Tây Ban Nha: [ˈri.o ˈtinto],, sông đỏ hoặc sông Tinto) là một con sông ở phía tây nam Tây Ban Nha mọc lên ở vùng núi Andalusia của Sierra Morena. Nó thường chảy theo hướng nam-tây nam, đến vịnh Cádiz tại Huelva. Sông Rio Tinto có màu đỏ và cam độc đáo có nguồn gốc từ hóa chất cực kỳ axit và có hàm lượng sắt và kim loại nặng rất cao.
Dòng sông duy trì màu sắc của nó trong một chiều dài xấp xỉ 50 km. Sau mốc 50 km, hàm lượng hóa chất trong nước làm cho dòng sông Rio Tinto trở nên độc đáo dường như từ từ suy giảm, cũng như màu sắc kỳ lạ. Vị trí mà thành phần hóa chất của dòng sông bị thay đổi là gần một thị trấn tên là Niebla, Huelva, Andalucía, Tây Ban Nha. Hóa chất trong nước của dòng sông bắt đầu thay đổi đáng kể sau thị trấn Niebla do thực tế là Rio Tinto hòa quyện với các dòng chảy khác được kết nối với Đại Tây Dương. Con sông dài khoảng 100 km (62 mi) và nằm trong vành đai Pyrite Iberia. Khu vực này có số lượng lớn quặng và sulfide.
Khu vực Rio Tinto là nguồn khai thác quặng khoảng 5.000 năm, bao gồm đồng, bạc, vàng và các khoáng sản khác, extracted as far as 20 kilometres from the river shores. được khai thác cách bờ sông 20 km. Là kết quả có thể của việc khai thác, Río Tinto đáng chú ý vì có tính axit rất cao (độ pH 2) và màu đỏ đậm của nó là do sắt hòa tan trong nước. Việc axit mỏ thoát ra sông dẫn đến các vấn đề môi trường nghiêm trọng vì tính axit (pH thấp) hòa tan kim loại nặng vào nước. Không rõ có bao nhiêu axit thoát ra từ các quá trình tự nhiên và bao nhiêu đến từ khai thác. Có những lo ngại về môi trường nghiêm trọng đối với ô nhiễm trên sông.
Mặc dù dòng sông đại diện cho một môi trường khắc nghiệt cho cuộc sống, một số vi sinh vật được phân loại là cực đoan phát triển mạnh trong những điều kiện này. Các dạng sống như vậy bao gồm một số loài vi khuẩn, tảo và dị dưỡng.